# Schola Philosophicae Initiationis

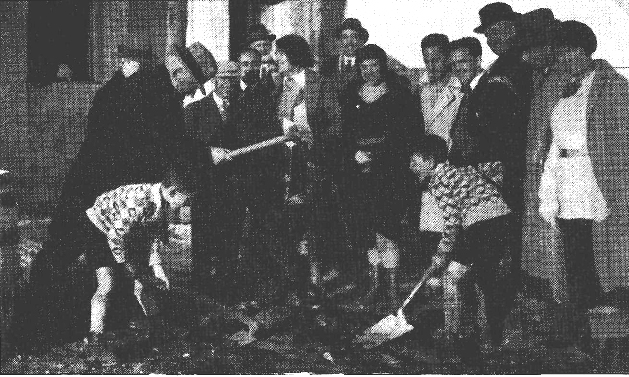
Inauguración de la "Casa del Filósofo" de la Schola Philosophicae Initiationis. En primer plano aparecen Mario Roso de Luna y Eduardo Alfonso.

La Schola Philosophicae Initiationis fue una organización filosófico-iniciática de corte teosófico creada en Madrid en 1928 por los españoles Eduardo Alfonso y Mario Roso de Luna, en respuesta a las desviaciones doctrinales de la Sociedad Teosófica, en especial en lo referente a la proclamación de Jiddu Krishnamurti como el Instructor del Mundo.

## Fundación
A mediados de 1921, Mario Roso de Luna reunió a una decena de teósofos madrileños para fundar la Rama Hesperia, que mantuvo estrechos vínculos con la Sociedad Madre en Adyar (Madrás, India) al igual que con los grupos disidentes de Point Loma (California) que eran dirigidos por la entusiasta Katherine Tingley, sucesora de William Judge.
Hacia 1928, el grupo de allegados a Roso de Luna comenzó a reunirse en el café Gijón para fundar una escuela filosófica llamada "Schola Philosophicae Initiationis" (SPI) que era "una reacción contra la inestabilidad e indisciplina de la Sociedad Teosófica, a modo de crisol donde se ha cuajado el concepto de ordenación mental que debía haber regido siempre a la S.T."
El objetivo declarado de SPI era "el estudio de las filosofías, ciencias y artes, comparadamente y en sus mutuas relaciones, y por finalidad la salud y cultura de sus miembros y su progreso moral".
La nueva Escuela compró un terreno en Manzanares el Real (provincia de Madrid) para construir un centro de estudios teosóficos avanzados bautizado "La Casa del Filósofo".
También se constituyeron tres grados de conocimiento "como corresponde a toda sociedad iniciática y consecuentemente a los tres objetos de la Sociedad Teosófica, que en el fondo no son más que los tres grados iniciáticos de todas las instituciones análogas, que por no haber sido comprendidos y respetados, han llevado a la S.T. a la desunión y a la anarquía mental".
Los discípulos de la SPI seguían un programa de estudios gradual y metódico que comprendía tres etapas: la primera, de estudios de Higiene y Moral; la segunda de Ciencias y Naturología; y la tercera, de Psicología y Filosofía.

## Declive y disolución
En 1931 falleció Mario Roso de Luna, que era uno de los dos pilares de la SPI. En ese mismo año, el Dr. Eduardo Alfonso sería la cabeza visible de la Escuela, quien continuó en la formación de discípulos. Sin embargo, poco tiempo después (1936), comenzaría en el norte de África la guerra civil española, que en pocos meses llegaría a las puertas de Madrid, suspendiendo muchas de las actividades filosóficas y culturales de la ciudad.
Al finalizar la Guerra Civil, Eduardo Alfonso fue juzgado de acuerdo a la "Ley para la Represión de la Masonería y el Comunismo" y condenado a varios años de prisión que cumplió en la cárcel del Puerto de Santa María., Tras cumplir su condena, Alfonso se exilió en Latinoamérica desde 1947 hasta 1966, cuando regresó a su país.

## Actualidad
En el año 2010 se fundó Opus Philosophicae Initiationis (OPI), una asociación cultural filosófica e iniciática de librepensadores inspirada en la Escuela original de Roso de Luna y Alfonso, y que se está organizando a nivel internacional de acuerdo a los lineamientos de SPI adecuados a los nuevos tiempos y en consonancia con las nuevas tecnologías. Su escuela interna ha sido bautizada Schola Philosophicae Initiationis (SPI).

## Enlaces
- "La Casa del Filósofo" di Eduardo Alfonso (PDF)
- "El porvenir de la Teosofía comprometido por la Sociedad Teosófica" de Eduardo Alfonso (PDF)
- Opus Philosophicae Initiationis (OPI)
- Obra "Los Pilares de la Pansofía"